# Hnědopáska žluťuchová
Hnědopáska žluťuchová (Calyptra thalictri) je noční motýl z čeledi Erebidae. Je rozšířena od Japonska a Koreje po Čínu a Malajsii, na západ přes Ural až po jižní Evropu, ale v poslední době se rozšířila i do severní Evropy. V roce 2000 byla pozorována ve Finsku a v roce 2008 byla zaznamenána ještě dále na západ, ve Švédsku. Vyskytuje se i v Česku.
V angličtině bývá označována jako upíří můra (vampire moth), tento název je však používán i pro další motýly rodu hnědopáska. Označení odkazuje na její schopnost probodnout kůži obratlovců, včetně člověka, a pít jejich krev, ačkoli obvykle se živí sáním ovocných šťáv. Bodnutí může být bolestivé, zřejmě však nepředstavuje pro lidi nebezpečí.
Rozpětí křídel je 40–45 mm. Hnědopáska žluťuchová létá od května do září v závislosti na lokalitě.
Housenky se živí žluťuchou, podle které jsou v latině i češtině pojmenované.